# Guaíra (Paraná)
Guaíra ist ein brasilianisches Munizip im Bundesstaat Paraná. Es liegt an der Grenze zu Paraguay und zum Bundesstaat Mato Grosso do Sul. Am anderen Ufer des Paraná liegen Salto del Guairá (Paraguay) und Mundo Novo (Mato Grosso do Sul). Seine Bevölkerung wurde vom IBGE zum 1. Juli 2021 auf 33.497 Einwohner geschätzt, die Guairenser genannt werden. Es liegt 220 Meter über dem Meeresspiegel.

## Etymologie
Der Name kommt von dem Guarani-Begriff 'Kway ra' für kein Durchkommen, unüberwindlich, der sich auf die großen Wasserfälle Sete Quedas bezieht.

## Geschichte
Die folgende Chronik ist ein Auszug aus der História de Guaíra des IBGE.

### Spanische Kolonialzeit
1525 – Aleixo Garcia entdeckt die Wasserfälle des Rio Iguaçu und die Sete Quedas des Rio Paraná. Seine Route nach Peru verläuft über die Peabiru-Wege.
1541 – Der neuernannte Gouverneur Alvar Nunez Cabeza de Vaca zieht auf dem Landweg von der Insel Santa Catarina in Richtung Asunción entlang des Piquiri zum Paraná.
1554 – García Rodríguez de Vergara gründet im Auftrag von Domingo Martínez de Irala am Übergang über den Paraná die Stadt Ontiveros. Vergara wird mit seinen 60 Soldaten von Häuptling Canindeyú (Guaraní: Gelber Papagai) freundlich empfangen. Die Siedlung dient der Versorgung des Landwegs zwischen Asunción und Santa Catarina. Es wird eine 77 m lange Hängebrücke in drei Abschnitten über den Fluss gespannt.
1554 – Rui Dias de Melgarejo erbaut mit 100 Soldaten Ciudad Real Del Guairá an der Piquiri-Mündung. Ein Teil der Bewohner von Ontiveros wird hierhin umgesiedelt.
1561 – Ortiz Vergara unterwirft die aufständischen Guaranis in Guairá. 'co ivi agorecó yara' – 'dies Land ist nicht herrenlos' hatte ihr Häuptling verkündet.
1601 – In Ciudad Real Del Guayrá leben 50 europäische Bürger und in der Umgebung 200.000 Guaranis. Rui Dias de Melgarejo stellt Eisenartikel her und prägt sogar Münzen.
1628 – Am 18. Februar setzt der Gouverneur von Guairá Hernando Arias de Saavedra einen Gedenkstein zu seinem Besuch von Sete Quedas.

### Portugiesische Kolonialzeit (1632–1822)
1632 – Ciudad Real und Villa Rica müssen von den Spaniern komplett geräumt werden. 60.000 Indios werden versklavt, 40.000 fliehen unter Führung von Jesuitenpatern nach Süden und 100.000 bis 150.000 sterben.
1650 – Der Westen Paranás gerät in vollständige Vergessenheit.
1750 – Mit dem Vertrag von Madrid wird die Westgrenze von Paraná und die Zugehörigkeit von Guaíra zu Brasilien fixiert.

### Kaiserreich (1822–1889)
1845 – Die kaiserliche Regierung holt alle für die Geschichte von Paraná "interessanten" Dokumente in das brasilianische Nationalarchiv. Damit geht die Geschichte der Guaranis in Paraná, also der Guayrá-Indianer verloren.
1864–1870 Krieg der Tripel-Allianz (Argentinien, Brasilien und Uruguay) gegen Paraguay. Die meisten Überreste der spanischen Reduktionen werden zerstört.
1866 – Zwei Abschnitte der Brücke, die Paraguay mit Brasilien verbindet, werden durch die Paraguayer zerstört.
1872 – Der Name Sete Quedas wird erstmals im Grenzvertrag zwischen Brasilien und Paraguay verwendet. Der Westen von Paraná ist unbewohnt und wird nur von Reisenden, Abenteurern und Forschern besucht.
1874 – Francisco Mendes Gonçalves gründet in Buenos Aires ein Unternehmen für Verarbeitung und Vertrieb von Mate-Blättern. Thomaz Laranjeira beginnt in Mato Grosso do Sul mit der Bewirtschaftung des Mateanbaus.
1876 – Die erste Karte der Provinz Paraná wird veröffentlicht, auf der der Ortsname Ciudad Real Del Guayrá erscheint.
1876 – Brüder Telemaco Borba und Nestor Borba entdecken die Ruinen von Ontiveiros und von Ciudad Real Del Guayrá an der Mündung des Piquiri. Sie führen Vermessungen für eine neue Hängebrücke unterhalb der Sete Quedas durch, wo der Fluss 60 Meter breit und die Felswände auf beiden Seiten 34 Meter hoch sind.
1883 – Thomaz Laranjeira gründet mit zwei Bankiers die Companhia Mate Laranjeira, die das Produkt exklusiv für Francisco Mendes Gonçalves für den Vertrieb auf dem argentinischen Markt herstellt.
1889 – Der Bau einer Eisenbahnlinie von São Paulo nach Rio Grande do Sul mit einer Hauptstrecke nach Guaíra und nach Porto Mendes wird genehmigt.

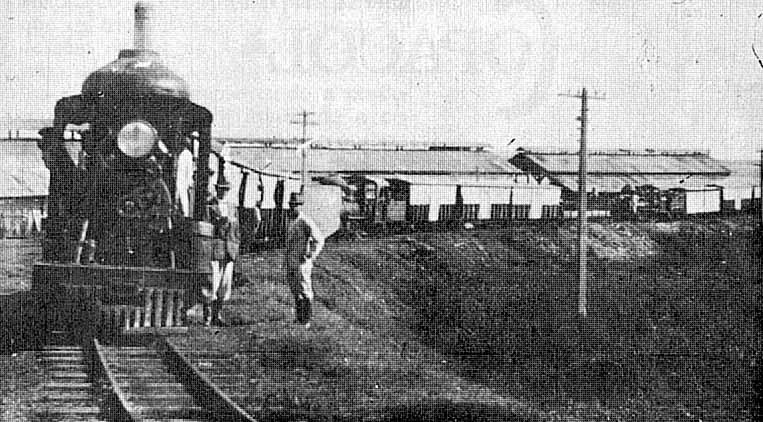
Abfahrt des Zuges von Guaíra nach Porto Mendes

### Republik (1889–1930)
1902 – Die Companhia Mate Laranjeira lässt sich in Guaíra nieder. Sie gründet den Hafen Mojoli (heute Porto Paragem).
1902 – Die ältesten heute noch erhaltenen Häuser werden gebaut.
1908 – Mit dem Staatsgesetz Nr. 815 vom 06.05.1908 wird die Stadt Guaíra gegründet
1910 – Der Transport von Mate-Blättern zur Verarbeitung in Buenos Aires wird aufgenommen. Der Weg führt über den Fluss nach Guaíra, die Fracht wird dann von Rindergespannen zum Salto Carapan gezogen und von dort aus über ein Drahtseil nach Paraguay.
1917 – Die Companhia Mate Laranjeira wird in eine argentinische Aktiengesellschaft umgewandelt.
1919 – Eine neue Hängebrücke wird unterhalb der Wasserfälle mit einer Spannweite von 89 Metern nach den Plänen der 1866 zerstörten Brücke gebaut.
1924 – Die Coluna Prestes (Truppen der Leutnantsaufstände) zieht durch Guaíra. Leutnant J. Nunes de Carvalho erklärt, dass die mächtige Companhia Mate Laranjeira Tausende von Arbeitern zu Löhnen beschäftigt, die gerade mal für das Lebensnotwendigste ausreichen. Die Hängebrücke wird erneut zerstört. Der Umsatz der Companhia Mate Laranjeira erreicht das Sechsfache des Staatshaushalts von Paraná.
1924 – Auf der Karte von Paraná erscheint letztmals der Name Ciudad Real.
1930 – Die Companhia Mate Laranjeira öffnet ihre Eisenbahn für die Öffentlichkeit.

### Ära Vargas und Folgezeit (1930–1964)
1934 – Die Companhia Mate Laranjeira errichtet die Kirche Nossa Senhora do Perdão. Die Heiligenfiguren tragen indianische Züge.
1944 – Präsident Getúlio Vargas verstaatlicht die Schifffahrt auf dem Paraná und die Eisenbahn Guaíra – Porto Mendes sowie festes Material, Hafenanlagen und alle schwimmenden Einrichtungen.
1945 – Argentinien unterbindet die Einfuhr von Mate, um Devisen zu sparen.
1948 - 121 Hektar Land mit Ciudad Real Del Guayrá werden an der Mündung des Piquiri an seinem linken Ufer unter Schutz gestellt. Dies löst eine unkontrollierte Plünderung der archäologischen Stätte aus.
1951 – Mit dem Staatsgesetz 790 vom 14. November 1951 wird das Munizip Guaíra gegründet.
1953 – Start mehrerer Untersuchungen zur Wasserkraftnutzung von Sete Quedas in Angriff genommen. Japanische Ingenieure veröffentlichen im Mai 1961 einen Entwurf, der eine mächtige halbkreisförmige Mauer um die Sieben Wasserfälle vorsieht, so dass sie nicht verschwinden würden. 20 % des Wassers sollen weiter über die Katarakte strömen.
1958 – Der Archäologe Igor Shmicz gräbt in den Ruinen von Ciudad Real Del Guayrá. Er findet aber nur noch einige Urnen.
1959  – Das Museum Sete Quedas wird gebaut.
1960 – Das Wasserkraftwerk Guaíra in den Sete Quedas nimmt den Betrieb auf.
1961 – Der Nationalpark Sete Quedas wird von Präsident Jânio Quadros gegründet.

### Militärdiktatur (1964–1985)
1973 – Brasilien und Paraguay unterzeichnen den Itaipú-Vertrag, mit dem die Überflutung der Sete Quedas endgültig besiegelt wird.
1975 – Die archäologische Stätte von Ontiveros wird beim Bau einer Straße zu den Wasserfällen im Nationalpark Sete Quedas entdeckt.
1981 – Der Nationalpark wird aufgehoben. Der Wald wird zur Rodung freigegeben.
1982 – Die Schleusen von Itaipú werden geschlossen.
1983 – Die Fährverbindung zwischen Guaíra und Salto Del Guayrá wird aufgenommen.

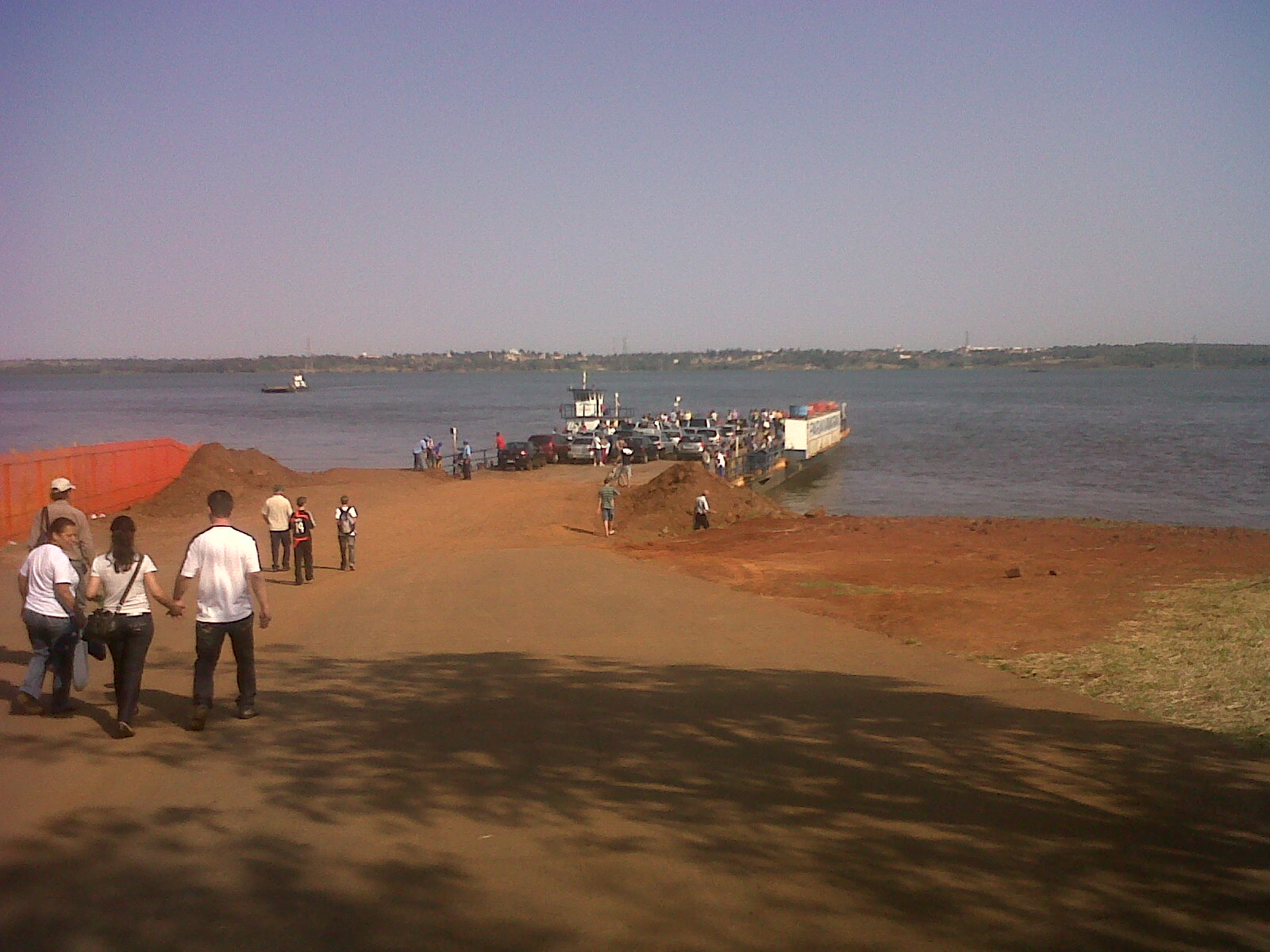
Fähre über den Paraná

### Demokratie (1985–…)
1997 – Der Nationalpark Ilha Grande wird geschaffen, ein Labyrinth aus Känälen, Inseln und Seen, daher der Name Pantanal Paranaense.

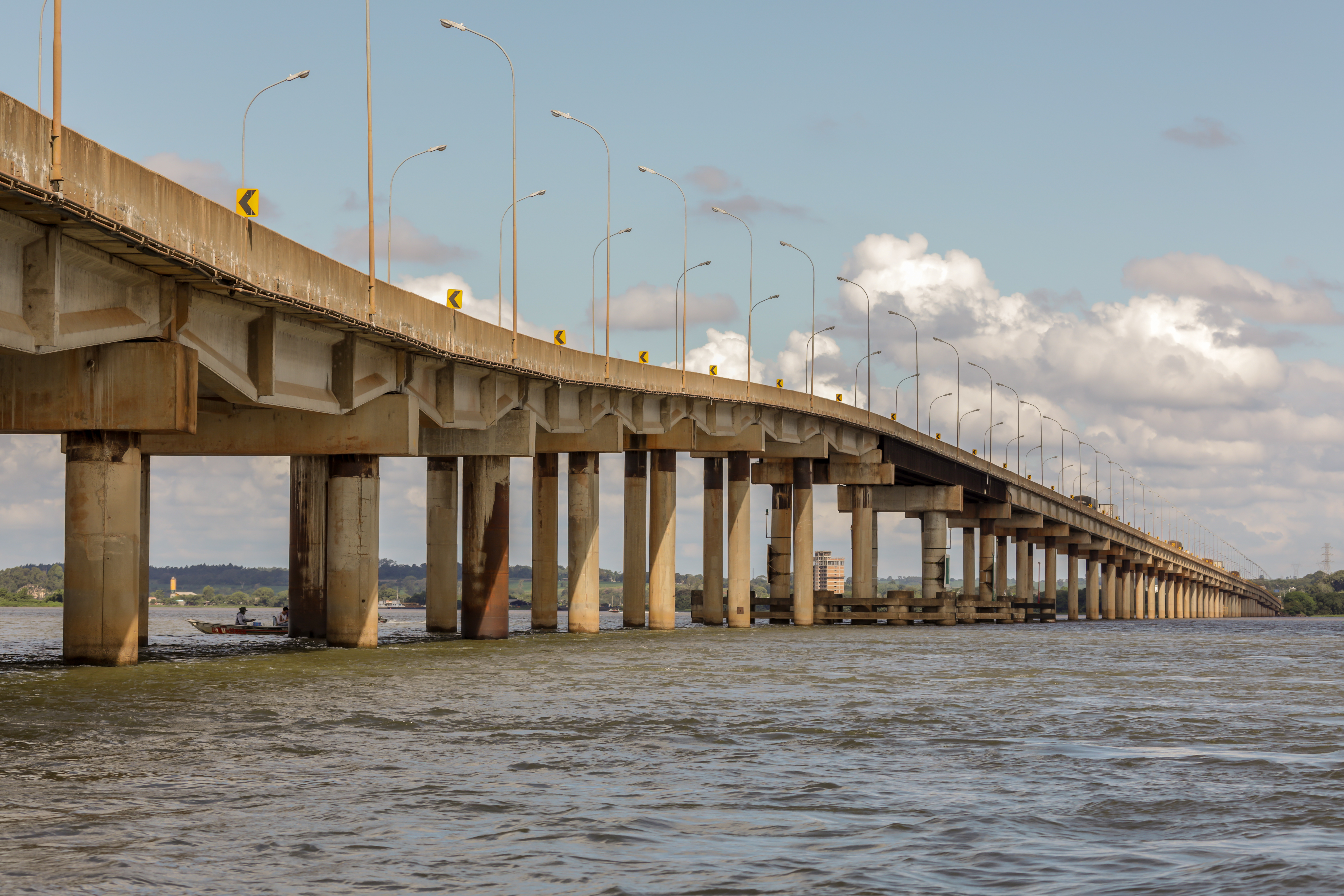
Ayrton-Senna-Brücke

1998 – Die Ayrton-Senna-Brücke wird freigegeben.
1999 – An den zweiten Indigenen-Spielen nehmen 31 Stämme mit 570 Athleten teil.

## Geographie

### Fläche und Lage
Guaira hat eine Fläche von 564 km². Es befindet sich auf dem Breitengrad 24º04'48" Süd und dem Längengrad 54º15'21" West. Es liegt auf einer Höhe von 220 Metern.

### Klima
Das Klima ist mild sowie allgemein warm und gemäßigt. Guaira hat während des Jahres eine erhebliche Menge (1579 mm) an Niederschlägen zu verzeichnen. Das gilt auch für den trockensten Monat. Cfa lautet die Klassifikation des Klimas nach Köppen und Geiger.

### Gewässer
Der Itaipú-Stausee beginnt westlich der Stadt.
Der Piquirí mündet an der nördlichen Grenze zum Munizip Altônia in den Paraná.
Der Arroio Guaçú mündet an der südlichen Grenze zum Munizip Mercedes in den Paraná.

### Bundesstraßen
Guaíra liegt an der BR-163, die von Tenente Portela im Bundesstaat Rio Grande do Sul über 3500 km durch die Bundesstaaten Santa Catarina, Paraná, Mato Grosso do Sul und Mato Grosso bis nach Pará führt, wo sie in der Stadt Oriximiná endet. Nördlich der Stadt überquert die BR-163 den Parana auf der Ayrton-Senna-Brücke, der mit 3.607 Metern Länge längsten Flussbrücke Brasiliens.
In Guaíra endet die BR-272 von São Paulo bis zur Grenze mit Paraguay.

### Busbahnhof Guaíra
Der Busbahnhof wird von mehreren Busunternehmen bedient, darunter EUCATUR, Viação Garcia, Viação Ouro e Prata, Unesul, Expresso Maringá, Expresso Nordeste oder Viação Umuarama.

### Flughafen Guaíra
Der Flughafen verfügt über eine Start- und Landebahn von 1300 × 30 m und ein Abflugterminal.

### Nachbarmunizipien
|                             | Mundo Novo (MS)                             | Altônia    |
| Salto del Guairá (Paraguay) | Kompassrose, die auf Nachbargemeinden zeigt |            |
|                             | Mercedes                                    | Terra Roxa |

## Stadtverwaltung
- Bürgermeister (Prefeito Municipal): Heraldo Trento (2017–2024)
- Stellvertretender Bürgermeister (Vice-Prefeito): Gileade Osti (2017–2024)

## Bevölkerung

### Bevölkerungsentwicklung
| Jahr | Einwohner | Stadt  | Land   |
| ---- | --------- | ------ | ------ |
| 1872 | 1.016     |        |        |
| 1890 | 115       |        |        |
| 1900 | 365       |        |        |
| 1920 | 2.355     |        |        |
| 1950 | 7.081     |        |        |
| 1960 | 21.486    | 8.890  | 12.596 |
| 1970 | 32.875    | 11.261 | 21.615 |
| 1980 | 29.170    | 19.599 | 9.571  |
| 1991 | 30.000    | 22.790 | 7.210  |
| 2000 | 28.659    | 24.878 | 3.781  |
| 2010 | 30.704    | 28.206 | 2.498  |
| 2021 | 33.497    |        |        |
| 2024 | 32.966    |        |        |

Quelle: bis 1950: IBGE-História, ab 1960: IBGE (2011)
- Diagrammdaten:
- Definition |
- Rohdaten |
- Hilfe

### Ethnische Zusammensetzung
Ethnische Gruppen nach der statistischen Einteilung des IBGE (Stand: 1991, 2000 und 2010)
| Gruppe*     | Anteil 1991 | Anteil 2000 | Anteil 2010 | Anmerkung |
| Brancos     | 18.779      | 18.598      | 17.462      | Weiß: wer sich als "weiß" erklärt                                                                                      |
| Pardos      | 10.026      | 8.394       | 11.233      | Braun: wer sich als "braun" erklärt oder wer sich mit einer Mischung von zwei oder mehr der fünf Gruppen identifiziert |
| Pretos      | 414         | 876         | 828         | Schwarz: wer sich als "schwarz" erklärt                                                                                |
| Amarelos    | 735         | 502         | 669         | Gelb: Personen fernöstlicher Herkunft wie japanisch, chinesisch, koreanisch etc.                                       |
| Indígenas   | -           | 263         | 512         | Indigen: wer sich als Ureinwohner oder Indio erklärt                                                                   |
| ohne Angabe | 35          | 26          | -           | |
| Gesamt      | 30.000      | 28.659      | 30.704      | |

*) Das IBGE verwendet für Volkszählungen seit 1991 ausschließlich diese fünf Gruppen. Die Gruppenzugehörigkeit wird bei der Befragung vom Einwohner selbst festgelegt. Das IBGE verzichtet bewusst auf Erläuterungen.

## Kultur und Sehenswürdigkeiten
Guaíra verfügt über touristische Infrastruktur. Angesprochen werden Besucher, die an der Geschichte der Kolonisierung und dem Naturerlebnis interessiert sind. Die frühere Hauptattraktion Sete Quedas ist jedoch im Itaipú-Stausee versunken.

### Kultur- und Geschichtstourismus
- Guaíra Park: wichtigste Grünfläche in Guaíra
- Sete-Quedas-Museum: Tiere der Region, Kunst der Eingeborenen und Gegenstände, die den Durchzug der Spanier und Portugiesen durch dieses Gebiet belegen
- Steinkirche Nuestro Señor Del Perdón: Spanische Kapelle, die mit Steinen aus den Sete Quedas erbaut wurde
- Wassersportzentrum Marinas: angelegt in Form eines Dorfes auf 15 Hektar mit Einrichtungen für Kultur-, Sport- und Freizeitaktivitäten, mit sieben Pavillons für Veranstaltungen wie das Festival der Nationen
- Atelier Frei Pacífico: der Künstler widmet sein Leben dem Schutz von Flora und Fauna und stellt die Schönheiten der Natur und der indigenen Kultur in Holzarbeiten dar
- Kino Sete Quedas aus dem Jahr 1905, das der Companhia Mate Laranjeira gehörte und in dem früher Mateblätter geröstet wurdenCineTeatro Guaira

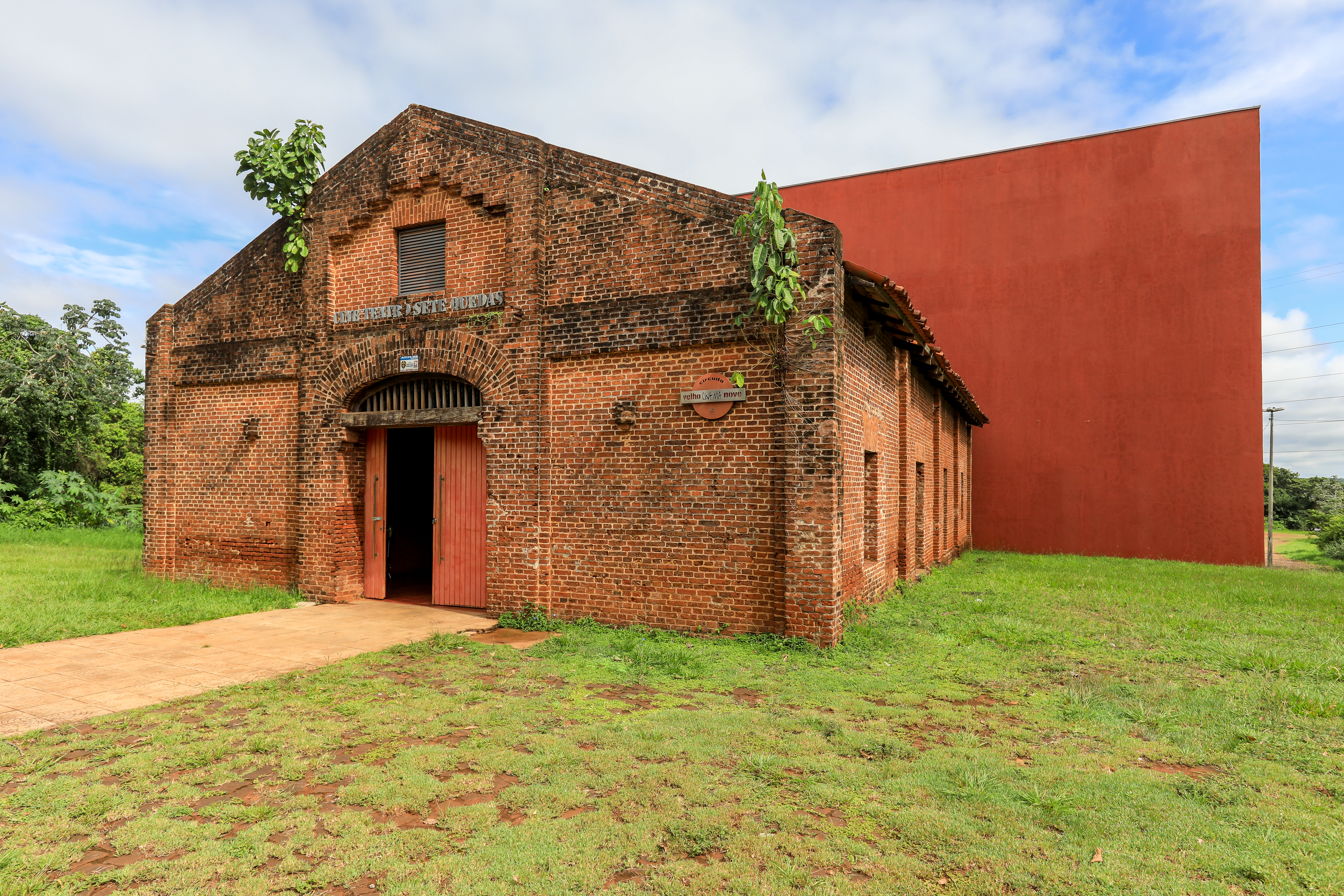
CineTeatro Guaira

- Lokomotive Nr. 4: gehörte der Cia Mate Laranjeira. Der kleine Zug ist das Wahrzeichen der ersten Eisenbahn im Westen von ParanáLokomotive Nr. 4

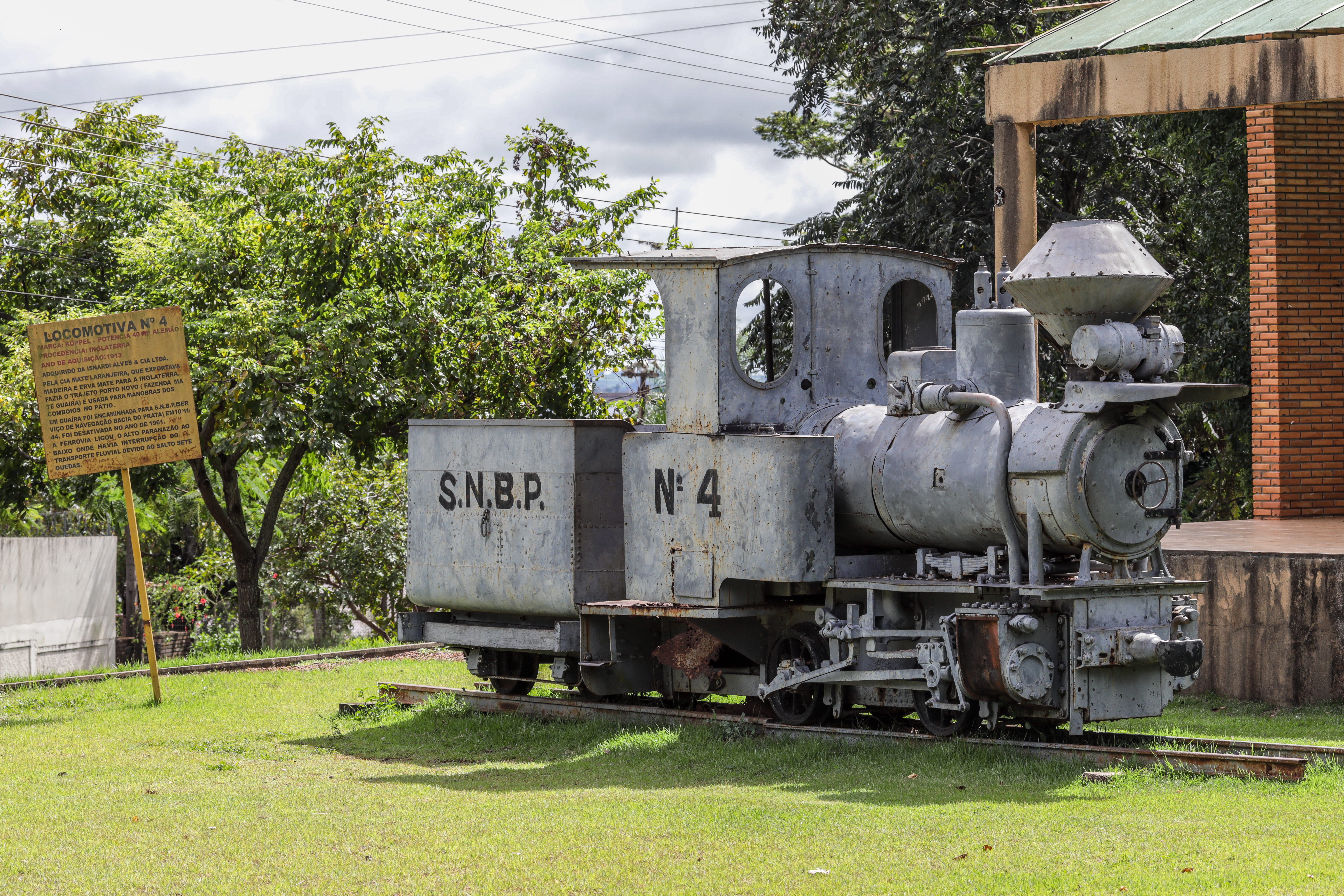
Lokomotive Nr. 4

- Casa do Artesão (Kunsthandwerkerhaus): regionales Kunsthandwerk
- Flusstouren mit Amateur- und Berufsfischern mit einem Abstecher in den Saraiva-See mit seinem klaren, warmen Wasser
- Ökologische Tour auf der Insel São Francisco.Ökologiepfad auf der Insel Sao Francisco

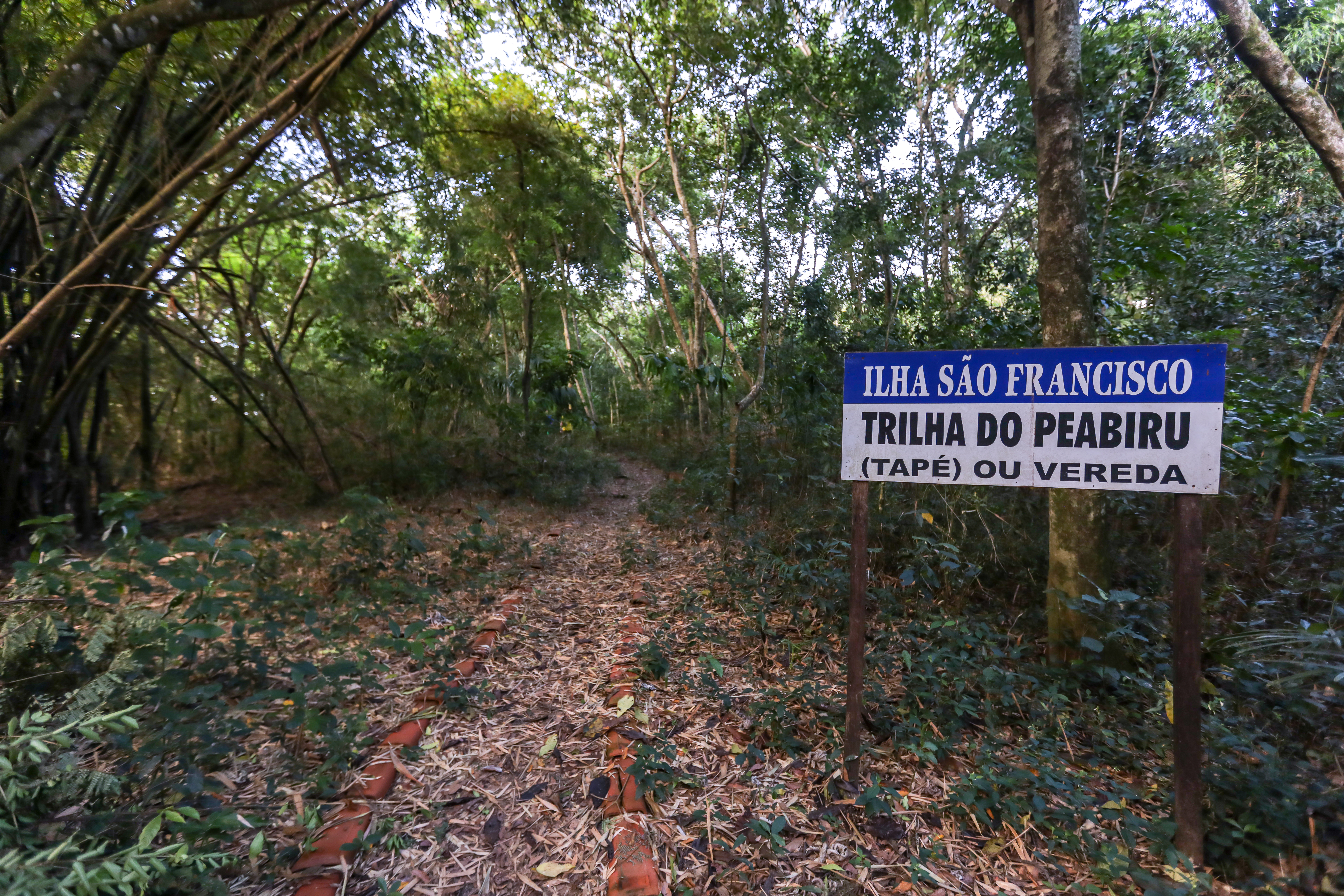
Ökologiepfad auf der Insel Sao Francisco

### Sportfischerei
Guaíra hat ein beliebtes Sportangelgebiet an der Mündung des Paraná in den Itaipú-Stausee. Es liegt oberhalb der Ayrton-Senna-Brücke bei der Ilha Grande. Es wird stark geprägt von Strömungen, Regenfällen und Stromschnellen, von denen die meisten auf die großen Nebenflüsse des Paraná zurückzuführen sind, wie Piquirí und Ivaí im Bundesstaat Paraná und Amambaí im Bundesstaat Mato Grosso do Sul. Die häufigsten Arten sind Dourados, Jaús, Pintados, Pacus, Piaparas sowie Piaus oberhalb der Ayrton-Senna-Brücke und Corvinas, Cichla, Piaus, Barbados sowie Cachorras unterhalb der Brücke.

### Hotels und Gastronomie
Die Gemeinde verfügt über einen Hotelpark, der noch aus der Zeit der Sete Quedas stammt. Typisches Gericht von Guaíra ist der Pintado na Telha.

### Sport
Im Hallenfußball nimmt der Guaíra Futsal an der Paranaense Futsal Championship teil.

### Regelmäßige Veranstaltungen
Februar: Fest Unserer Lieben Frau der Seefahrer
März: Baile da Linguiça – Deutscher Ball der Wurst
April: Fest der Nationen
Mai: Fest der Muttergottes von Caravaggio
September: Umzug zum 7. September und Ball der Unabhängigkeit
Oktober: Fest der Muttergottes von Aparecida, Oktoberfest und Internationales Fischerei-Turnier
November: Internationales Festival des Pintado na Telha und Tag der Gründung des Munizips
Dezember: Fest Unserer Lieben Frau der Gnaden und Fest der Jungfrau von Caacupê.

## Wirtschaft

### Schwerpunkt
Der Schwerpunkt liegt auf Landwirtschaft, Handel und Tourismus.

### Abgaben des Kraftwerks Itaipú
Guaíra erhält vom Kraftwerk Itaipú für die Überflutung seiner Gemeindeflächen und den Verlust des Fremdenverkehrsmagneten Sete Quedas Ausgleichszahlungen (genannt Royalties). Diese beliefen sich im Zeitraum 1990 bis 2019 auf 99,8 Mio. US$.

## Wissenschaft und Forschung
Guaíra verfügt über drei Hochschulen: Unipar Universidade Paranaense, Uninter Centro Universitário Internacional und Uversidade Anhanguera.

## Infrastruktur

### Kommunikation
Guaíra hat vier lokale Rundfunksender und zehn Fernsehstationen.

### Öffentliche Sicherheit
In Guaíra gibt es mehrere Organe der öffentlichen Sicherheit: die Bundespolizei, die Bundespolizei für Straßenwesen, die Zivilpolizei und die Militärpolizei, zu denen auch das BPFRON (Batalhão de Polícia de Fronteira – Grenzpolizeibataillon) gehört, eine Einheit, die speziell für die Bekämpfung von Verbrechen in diesem Grenzstreifen gebildet wurde. Hier befindet sich auch eine Abteilung der Feuerwehr der Militärpolizei von Paraná.

### Gesundheitswesen
Guaíra verfügt über ein Krankenhaus und über eine Spezialklinik (Instituto de Especialidades São Paulo (IESP)).

## Söhne und Töchter der Gemeinde
- Eliane Sinhasique (* 1969), Journalistin und Politikerin in Acre